# Discworld Noir
Discworld Noir ist ein Point-and-Click-Adventure von Perfect Entertainment. Es ist nach Discworld und Discworld II – Vermutlich vermisst das dritte Adventure des Entwicklers, das auf Terry Pratchetts Scheibenwelt angesiedelt ist.

## Handlung
Während der Spieler in den ersten beiden Discworld-Spielen noch Rincewind durch die Scheibenwelt lenkte, ist die Hauptperson in Discworld Noir Ankh-Morporks bester (weil einziger) Privatdetektiv, namentlich Luton (engl.: Lewton). Luton ist alles, nur kein Held. Als ein wegen Korruptionsverdacht entlassenes, ehemaliges Mitglied der Stadtwache, schlägt er sich mit kleinen Auftragsarbeiten durchs Leben. Er ist ein Trinker und Zyniker, seine große Liebe hat ihn verlassen und sein bester Freund ist der vampirische Klavierspieler seiner Stammkneipe, sprich, Luton ist ein klassischer Verlierertyp. Der Trenchcoat und ein verknitterter Schlapphut sind sein Markenzeichen, so wie einst bei Humphrey Bogart. Mit diesem Hintergrund passt er vollkommen nach Ankh-Morpork, denn hier regiert das Verbrechen, nur dass es hier, um ein Überhandnehmen zu verhindern, wenigstens lizenziert ist. Überhaupt scheint Ankh-Morpork nur für dieses Spiel seine hässlichsten Seiten aufgezogen zu haben. Es ist grundsätzlich Nacht, und meistens herrscht auch noch schlechtes Wetter.
Die Handlung beginnt damit, dass eine schöne Frau namens Carlotta Lutons Büro betritt. Sie vermisst ihren Geliebten Mundy, deshalb soll Luton diesen für sie ausfindig machen. Es bleibt nicht bei dieser einen verschwundenen Person, und spätestens als der erste Tote auftaucht, wird klar, dass es hier um eine größere Angelegenheit geht. Eine groß angelegte Verschwörung scheint im Gange zu sein, und ein mysteriöser alter Kult scheint zu neuem Leben erwacht zu sein. Zu allem Überfluss taucht auch noch Lutons ehemalige Geliebte und damit die alten Problemen wieder auf, außerdem scheint es auch noch ein Werwolf auf Luton's Leben abgesehen zu haben. So muss unser Held zeigen, dass er kein Versager ist, wenn er die Sache überleben möchte.
Im Laufe des Spiels besucht der Spieler 70 Schauplätze, darunter auch aus den Romanen bekannte Orte, wie z. B. die Oper von Ankh-Morpork, die Unsichtbare Universität oder die Nachtwache. Viele Figuren aus den Originalbüchern kommen ebenfalls vor, so zum Beispiel Hauptmann Mumm, der Patrizier oder der eigenwillige Erfinder Leonard da Quirm. Auch die restlichen vorkommenden Personen sind ähnlich skurril, wie in einem Terry Pratchett-Roman. Der Autor der Scheibenwelt-Romane war nicht persönlich für die Entwicklung der Story verantwortlich, stand dem Entwicklerteam jedoch in beratender Funktion zur Seite und hat ein Schreiben für die Einleitung des Handbuchs verfasst.

## Spielprinzip
Discworld Noir ist ein Adventure, das trotz des Trends zum 3D-Adventure (wie z. B. Grim Fandango) weiterhin an der traditionellen Third-Person-Perspektive mit gerenderten Hintergründen festhielt. Die Spielfiguren werden als dreidimensionale Polygon-Modelle vor dieser Kulisse eingeblendet. Per Point-and-Click gibt der Spieler Luton Befehle, wohin er sich begeben und welche Aktionen er ausführen soll. Wird der Cursor über ein wichtiges Objekt bewegt, verändert er sich und ermöglicht entsprechende Aktionen, wie das Ansprechen einer Spielfigur und das Untersuchen eines Objekts. Die Hauptaufgabe des Spiels besteht darin, Zeugen zu befragen. Wichtigstes Werkzeug hierfür ist Lutons Notizbuch, in dem er automatisch die gesammelten Hinweise stichwortartig festhält. Per Mausklick kann der Spieler diese Informationen versuchen miteinander zu verknüpfen und erlangt so eventuell neue Informationen, die für das Weiterkommen im Spiel wichtig sind. Ab der Hälfte mutiert Luton handlungsbedingt zum Werwolf, wodurch ihm neue Ermittlungsmethoden zur Verfügung stehen. Durch den jederzeit möglichen Wechsel in die Wolfsgestalt wird zwar die Sehfähigkeit eingeschränkt, dafür kann Luton, angedeutet durch Farbwolken, Gerüche wahrnehmen und zuordnen.

## Synchronisation
Die Rolle des Luton wird im englischen Original vom walisischen Schauspieler Rob Brydon vertont, der bereits in Perfects vorherigen Scheibenwelt-Spielen diverse Rollen vertont hatte. In der deutschen Sprachausgabe übernahm Michael Krowas die Aufgabe. Die deutsche Übersetzung des Spiels stammt von Andreas Brandhorst, dem langjährigen Übersetzer der Pratchett-Romane.

## Entwicklung
Wie der Titel bereits impliziert, ist das Spiel stark an das Filmgenre des so genannten Film Noir angelegt. Während des Spielverlaufs gibt es viele zahlreiche Anspielungen auf Filme wie Die Spur des Falken, Tote schlafen fest, Haben und Nichthaben oder Casablanca, auch die Hauptfigur Luton erinnert stark an die Filmrollen von Humphrey Bogart. Das Konzept wurde von den Game Designern Chris Bateman und Gregg Barnett gemeinsam mit Scheibenwelt-Autor Terry Pratchett ausgearbeitet. Das Skript entstand bei Perfect Entertainment und wurde von Pratchett anschließend nochmal im Detail überarbeitet.

## Rezeption
Gunnar Lott vom PC-Spielemagazin GameStar bezeichnete das Interface des Spiels als „zwar etwas umständlich, aber intelligent auf eine Detektivgeschichte abgestimmt“. Die Anspielungen an den Film Noir würden jedoch etwas aufgesetzt wirken, dazu sei die Handlung zeitweise unübersichtlich und die Gespräche zu ausführlich. Das System zum Kombinieren der Hinweise bezeichnete er dagegen als einzigartig, die Rätsel als gut ausgedacht.

„Die Idee, ein Computerspiel im Stil eines Film Noir-Films zu machen, das dann auch noch in der Scheibenwelt spielt, war innovativ. Das Ergebnis kann sich auf jeden Fall sehen lassen. […] Abzüge gibt es dafür, dass die Dialoge insgesamt weniger witzig sind, als man bei einem Scheibenwelt-Spiel wohl erwartet hätte. […] Außerdem ist das Spiel insgesamt etwas zu dialoglastig geraten und das viele Herumblättern im Notizbuch, fängt nach einer Weile an zu nerven.“

„Discworld Noir bietet eine komplexe, wendungsreiche, erwachsene Film-Noir-Geschichte in der Fantasy-Welt von Terry Pratchett. Der Humor und die Charaktere sind deutlich erwachsener als es noch bei den ersten beiden Titeln der Fall war. Das Spiel unterscheidet sich auch dadurch, dass man keine klassischen Kombinationsrätsel löst, sondern wie in einem Krimi nach Beweisen sucht, Zeugen befragt und seine eigenen Schlüsse zieht. Vor allem die eigenständige Story über Ritualmorde, vermisste Trolle, hinterlistige Zwerge, eine Femme Fatale, Vampire etc. verdient einen Innovationspreis. Wer noch dazu auf interessante Charaktere und intelligente Dialoge Wert legt, bisher die Discworld-Spiele aber zu kindisch fand, sollte hier einen Blick riskieren.“